# Liste von Orgeln in Sachsen
Die Liste von Orgeln in Sachsen umfasst sukzessive die erhaltenen historischen Orgeln sowie überregional bedeutende Orgelneubauten im Freistaat Sachsen. An historischen Instrumenten werden alle erfasst, die vor dem Ersten Weltkrieg gebaut sind. Die Liste ergänzt den Hauptartikel Orgellandschaft Sachsen, wo sich weitere Literatur findet.
Für Dresden siehe die Liste der Orgeln in Dresden, für Leipzig die Liste der Orgeln in Leipzig.

## Orgelliste
In der vierten Spalte sind die hauptsächlichen Erbauer angeführt; eine Kooperation mehrerer Orgelbauer wird durch Schrägstrich angezeigt, spätere Umbauten durch Komma. Kursivschreibung gibt an, dass nur das historische Gehäuse erhalten ist. In der sechsten Spalte bezeichnet die römische Zahl die Anzahl der Manuale, ein großes „P“ ein selbstständiges Pedal, ein kleines „p“ ein nur angehängtes Pedal. Die arabische Zahl gibt die Anzahl der klingenden Register bei den heute bestehenden Orgeln an. Die letzte Spalte bietet Angaben zum Erhaltungszustand sowie Links mit weiterführender Information.
| Ort                                              | Gebäude                                         | Bild                                   | Orgelbauer                                         | Jahr                                            | Manuale    | Register | Bemerkungen |
| ------------------------------------------------ | ----------------------------------------------- | -------------------------------------- | -------------------------------------------------- | ----------------------------------------------- | ---------- | -------- | --- |
| Altenberg                                        | Kirche                                          |                                        | Georg Wünning                                      | 1994                                            | II/P       | 17       | → Orgel |
| Altstadt (Stadt Stolpen)                         | St.-Lorenz-Kirche                               |                                        | Wilhelm Leberecht Herbrig                          | 1856                                            | I/P        | 11       | 1971 Überholung und Instandsetzung des Instruments durch Reinhard Schmeisser; 2006 Restaurierung im denkmalpflegerischen Sinn durch Johannes Lindner |
| Annaberg (Stadt Annaberg-Buchholz)               | St.-Annen-Kirche                                |                                        | Eberhard Friedrich Walcker                         | 1883–1884                                       | III/P      | 65       | Hinter neugotischem Prospekt; 1894 Erweiterung durch Jehmlich → Orgel |
| Arnoldsgrün (Stadt Schöneck/Vogtl.)              | Dorfkirche                                      |                                        | Christian Gottlob Steinmüller                      | 1836                                            | I/P        | 13       | bis auf die Prospektpfeifen nahezu unverändert erhalten |
| Auerbach (Erzgebirge)                            | Ev. Kirche                                      |                                        | Christian Gottlob Steinmüller                      | 1846–1847                                       | II/P       | 18       | |
| Augustusburg                                     | Jagdschloss Augustusburg, Schlosskirche         |                                        | Georg Renkewitz/Carl Gottfried Bellmann            | 1740–1784                                       | I/P        | 15       | weitgehend erhalten → Orgel |
| Bad Lausick                                      | St.-Kilian-Kirche                               |                                        | Gottfried Silbermann                               | 1721–1722                                       | I/P        | 14       | Ursprünglich für St. Johannis, Chemnitz gebaut, 1792 durch Johann Gottlob Trampeli um ein Oberwerk erweitert; 1879 nach Auligk verkauft, Austausch zweier Register; seit 1958 in Bad Lausick, Erweiterung des Pedalwerks; verändert erhalten; 1988 durch Eule restauriert |
| Bad Schandau                                     | St.-Johannis-Kirche                             |                                        | Jehmlich Orgelbau Dresden                          | 1927                                            |            |          | Ersetzte eine ältere Orgel von Eule von 1876/77 |
| Bärenstein (Stadt Altenberg)                     | Stadtkirche                                     |                                        | Johann Ernst Hähnel                                | 1741–1743                                       | II/P       | 22       | Einige Register erhalten |
| Bautzen                                          | Dom St. Petri                                   |                                        | Hermann Eule                                       | 1910                                            | III/P      | 62       | 1946 und 1975 Dispositionsänderungen durch Eule, heute rekonstruiert → Orgel |
| Belgern (Stadt Belgern-Schildau)                 | Stadtkirche St. Bartholomäus                    |                                        | Johann Gottlob Mende                               | 1843–1844                                       | II/P       | 24       | weitgehend erhalten |
| Bernsbach (Stadt Lauter-Bernsbach)               | Pfarrkirche zur Ehre Gottes                     |                                        | Georg Wünning                                      | 1999                                            | II/P       | 18       | Neubau hinter dem Prospekt von Trampeli (1809) |
| Beucha                                           | Bergkirche                                      |                                        | Urban Kreutzbach                                   | 1931 (Schmeisser; Ursprung: 1863), 2006         | II/P       | 19       | → Orgel |
| Bobenneukirchen (Bösenbrunn)                     | St. Margareten                                  |                                        | Johann Gotthilf Bärmig                             | 1862                                            | II/P       | 18       | restauriert 2015 → Orgel |
| Bockau                                           | Dorfkirche                                      |                                        | Urban Kreutzbach                                   | 1860                                            |            |          | |
| Bockelwitz (Stadt Leisnig)                       | Dorfkirche                                      |                                        | Gottlieb Entzemann                                 | 1797–1798                                       | I/P        | 11       | Weitgehend erhalten |
| Böhlen                                           | Dorfkirche                                      |                                        | Christian Gottlob Donati/Gotthold Heinrich Donati  | 1794                                            | I/P        | 10       | Weitgehend erhalten |
| Böhlitz (Gemeinde Thallwitz)                     | Dorfkirche                                      |                                        | Johann Emanuel Schweinefleisch                     | 1770–1771                                       | I/P        | 9        | Weitgehend erhalten |
| Brand-Erbisdorf                                  | Stadtkirche                                     |                                        | Adam Gottfried Oehme                               | 1770–1774                                       | II/P       | 21       | Weitgehend erhalten |
| Brandis                                          | Stadtkirche                                     |                                        | Christoph Donat, Georg Wünning                     | 1705, 2007                                      | II/P       | 16       | Zum großen Teil erhalten → Orgel |
| Breitenborn (Stadt Rochlitz)                     | Dorfkirche                                      |                                        | Urban Kreutzbach                                   | 1846                                            | I/P        |          | |
| Burkhardswalde (Gemeinde Müglitztal)             | Dorfkirche                                      |                                        | Johann Daniel Ranft                                | 1764                                            | II/P       | 15       | Weitgehend erhalten → Orgel |
| Cainsdorf (Stadt Zwickau)                        | Dorfkirche                                      |                                        | Conrad Geißler                                     | 1869                                            | II/P       | 20       | 1964 erweitert auf II/24 → Orgel |
| Cämmerswalde (Gemeinde Neuhausen/Erzgeb.)        | Kirche                                          |                                        | Adam Gottfried Oehme                               | 1776                                            | II/P       | 18       | |
| Chemnitz                                         | Jakobikirche                                    |                                        | Wilhelm Rühle & Sohn                               | 2005                                            | I/P        | 12       | |
| Chemnitz-Ebersdorf                               | Stiftskirche (Ebersdorf)                        |                                        | Jehmlich Orgelbau Dresden                          | 2010                                            | II/P       | 15       | Orgel |
| Chemnitz-Lutherviertel                           | Lutherkirche                                    |                                        | Wilhelm Sauer                                      | 1908                                            | III/P      | 50       | 1938 Umdisponierungen |
| Coswig                                           | Alte Kirche                                     |                                        | unbekannt                                          | 1620er                                          | I          | 9        | möglicherweise Gottfried Fritzsche oder Tobias Weller; um 1735 nach Coswig umgesetzt, 1760 neu bemalt → Orgel |
| Crostau (Stadt Schirgiswalde-Kirschau)           | Kirche                                          |                                        | Gottfried Silbermann                               | 1731–1732                                       | II/P       | 20       | 1808 Ersatz gestohlener Zinnpfeifen; 1869 in den Kirchenneubau umgesetzt; 1914 Austausch eines Registers; erhalten → Orgel |
| Culitzsch (Stadt Wilkau-Haßlau)                  | Laurentiuskirche                                |                                        | Richard Kreutzbach                                 | 1884                                            | II/P       | 12       | 1964 umdisponiert, 2008 saniert → Orgel |
| Cunnersdorf (Stadt Kamenz)                       | Evangelische Kirche                             |                                        | Unbekannt                                          | um 1820 ?                                       | I/P        | 10       | Mehrfach umgebaut |
| Dahlen                                           | Unser Lieben Frauen                             |                                        | Jehmlich Orgelbau Dresden                          | 1866 - Opus 45                                  | II/P       | 29       | → Orgel |
| Delitzsch                                        | St. Peter und Paul                              |                                        | Wilhelm Rühlmann                                   | 1890                                            | III/P      | 35       | bis 2003 restauriert → Orgel |
| Deutzen (Gemeinde Neukieritzsch)                 | Kath. Kirche                                    |                                        | Johann Gottlob Ehregott Stephani                   | 1799–1801                                       | I/P        | 11       | 1899 und 1957 umdisponiert |
| Dittersbach (Gemeinde Dürrröhrsdorf-Dittersbach) | Dorfkirche                                      |                                        | Gottfried Silbermann                               | 1726                                            | I/P        | 14       | Einzige unbemalte Silbermann-Orgel, 1893 lackiert (1980 Lack entfernt); 1926 ein Register ersetzt; weitgehend erhalten; 1980 Restaurierung durch Eule |
| Dittersbach (Stadt Frauenstein)                  | Dorfkirche                                      |                                        | Unbekannt                                          | um 1780 ?                                       | I/P        | 11       | Weitgehend erhalten |
| Dorfchemnitz                                     | Dorfkirche                                      |                                        | Johann Christian Kayser                            | 1801–1803                                       | II/P       | 18       | Weitgehend erhalten |
| Dorf Wehlen (Stadt Wehlen)                       | St.-Michaelis-Kirche                            |                                        | Christian Gottfried Herbrig                        | 1831                                            | II/P       | 18       | 1877 Reparatur durch Carl Eduard Jehmlich; 1886 Einbau drei neuer Kastenbälge von Bruno Kircheisen; 2007 Restaurierung durch Ekkehard Groß |
| Dresden                                          | Annenkirche                                     |                                        | Julius Jahn & Sohn                                 | 1909                                            | III/P      | 50       | nach dem Zweiten Weltkrieg verändert |
| Dresden                                          | Frauenkirche, Unterkirche                       |                                        | Jehmlich Orgelbau Dresden, op.1126                 | 1996                                            | I          | 4        | Orgel |
| Dresden                                          | Frauenkirche                                    |                                        | Daniel Kern                                        | 2005                                            | IV/P       | 67       | Keine Rekonstruktion der Orgel Gottfried Silbermanns, sondern Neubau mit neoklassisch-französischer Prägung und erweiterter Disposition → Orgel |
| Dresden                                          | Katholische Hofkirche                           |                                        | Gottfried Silbermann und Mitarbeiter               | 1750–1755                                       | III/P      | 47       | Maßgeblich von Mitarbeitern erbaut und nach Silbermanns Tod vollendet; außer Gehäuse und Bälgen im Zweiten Weltkrieg ausgelagert; 1963–1971 wiederaufgebaut und Gehäuse nach fotogrammetrischem Verfahren rekonstruiert; 2001/2002 durch Jehmlich und Wegscheider weiterführend rekonstruiert (Wiederherstellung der ursprünglichen Kammertonstimmung, Nachbau der Balganlage); Pfeifenwerk bis auf Unda maris erhalten; Änderungen weitgehend beseitigt → Orgel |
| Dresden                                          | Kreuzkirche                                     |                                        | Jehmlich                                           | 1963                                            | IV/P       | 80       | Geprägt von der Orgelbewegung, Gehäuse nach einem Entwurf von Fritz Steudtner, im Prospekt Wechsel von Kupfer- und Zinnpfeifen, 2005–2008 Erweiterung um 4 Register → Orgel |
| Dresden                                          | Kulturpalast                                    |                                        | Hermann Eule                                       | 2017                                            | IV/P       | 61       | mit 6 Transmissionen und 6 Extensionen |
| Dresden-Cotta                                    | Evangelisch-Freikirchliche Gemeinde (Baptisten) |                                        | Jehmlich Orgelbau Dresden op.954                   | 1974                                            | II/P       | 16       | Orgel |
| Dresden-Cotta                                    | Immanuelkirche                                  |                                        | Jehmlich Orgelbau Dresden op.631                   | 1947                                            | II/P       | 17       | Orgel |
| Dresden-Blasewitz                                | Heilig-Geist-Kirche                             |                                        | Hermann Eule op.228                                | 1954                                            | III/P      | 38       | Orgel |
| Dresden-Blasewitz                                | Hochschule für Kirchenmusik Dresden             |                                        | Jehmlich Orgelbau Dresden op.718                   | 1956                                            | II/P       | 8        | Orgel. Die Orgel stand bis 2016 im Gemeindesaal der Heilig-Geist-Kirche. |
| Dresden-Johannstadt                              | Herz-Jesu-Kirche                                |                                        | Jehmlich                                           | 1909                                            | III/P      | 37       | |
| Dresden-Leuben                                   | Himmelfahrtskirche (Dresden)                    |                                        | Hermann Eule Orgelbau Bautzen                      | 1901                                            | II/P       | 39       | Orgel |
| Dresden-Pirnaische Vorstadt                      | Johanneskirche                                  |                                        | Hermann Eule op.8+op.120                           | 1877+1909                                       | II/P+III/P | 28+50    | Kirche und Orgel 1945 Kriegsverlust,Orgel |
| Dresden-Neustadt                                 | Martin-Luther-Kirche                            |                                        | Jehmlich                                           | 1887                                            | III/P      | 60       | Zunächst II/P/33; 1902 und 1937 erweitert |
| Dröda                                            | Dorfkirche                                      |                                        | Hermann Eule                                       | 1887                                            | I/P        | 8        | op. 40, original erhalten → Orgel |
| Ebersbrunn (Lichtentanne)                        | Kreuzkirche                                     |                                        | Trampeli                                           | 1820                                            | II/P       | 16       | Orgelgehäuse von 1820 original erhalten, Pfeifen von 1902 von W. Müller (Werdau), Umbau 1938 durch G. Schuster (Zittau), Prospektpfeifen aus Zink von 1928, Michel (Crimmitschau), neue Orgel mit größtenteils orig. Pfeifen, 2004 von Christian Reinhold (Bernsdorf), mech. Schleifladenorgel |
| Eilenburg                                        | Marienkirche                                    |                                        | Conrad Geißler                                     | 1864                                            | II/P       | 22       | mechanische Trakturen, Orgel nahezu original erhalten, im Jahr 2000 restauriert |
| Elterlein                                        | St. Laurentius                                  |                                        | Hermann Eule                                       | 1895                                            | II/P       | 28       | Pneumatische Kegelladen |
| Elbisbach (Stadt Frohburg)                       | Dorfkirche                                      |                                        | Johann Ephraim Hübner                              | 1758                                            | I/P        | 12       | Erhalten |
| Engelsdorf (Stadt Leipzig)                       | St. Pankratius                                  |                                        | Alfred Schmeisser                                  | 1924, Bochmann 2017                             | II/P       | 12       | → Orgel |
| Flöha                                            | Georgenkirche                                   | Bärmigorgel in der Georgenkirche Flöha | Johann Gotthilf Bärmig                             | 1873                                            | II/P       | 24       | 2015 umfassend saniert |
| Forchheim (Stadt Pockau-Lengefeld)               | Evangelische Kirche                             |                                        | Gottfried Silbermann                               | 1726                                            | II/P       | 20       | 1910 um eine Aeoline 8′ ergänzt; 1917 Beschlagnahmung der Prospektpfeifen; weitgehend erhalten; 2001 durch Wieland Rühle restauriert |
| Frankenstein (Stadt Oederan)                     | Dorfkirche                                      |                                        | Gottfried Silbermann                               | 1749 (?)–1752 (?)                               | I/P        | 13       | Durch Johann Daniel Silbermann vollendet; 1883 nach einem Brandschaden instand gesetzt; erhalten; 1997–1998 durch Wieland Rühle restauriert unter Einbeziehung der Prospektpfeifen von 1883 |
| Frauenstein                                      | Stadtkirche                                     |                                        | Richard Kreutzbach                                 | 1873                                            | II/P       | 30       | → Orgel |
| Fraureuth                                        | Dorfkirche                                      |                                        | Gottfried Silbermann                               | 1739–1742                                       | II/P       | 20       | 1850, 1862 und 1916 instand gesetzt; 1952 Kammertonstimmung eingerichtet durch Umhängen der Tontraktur und Ergänzen des tiefen C in allen Registern auf Zusatzladen durch Jehmlich; weitgehend unverändert erhalten |
| Freiberg                                         | Dom (Große Orgel)                               |                                        | Gottfried Silbermann                               | 1710–1714                                       | III/P      | 44       | 1738 Oberwerk durch Silbermann geringfügig umdisponiert; 1933 ein Register ersetzt; weitgehend unverändert erhalten. Nach mehreren Umstimmungen wurde 1985 ein Kompromiss zwischen mitteltöniger und wohltemperierter Stimmung gewählt. 1981–1983 und 2009–2010 durch Jehmlich restauriert → Orgel |
| Freiberg                                         | Dom (Chororgel)                                 |                                        | Gottfried Silbermann                               | 1718–1719                                       | I/P        | 14       | Bis 1939 in Johanniskirche; weitgehend erhalten; 1996/1997 durch Jehmlich teilrestauriert → Orgel |
| Freiberg                                         | Jakobikirche                                    |                                        | Gottfried Silbermann                               | 1716–1717                                       | II/P       | 20       | 1892 in neuerbaute Jakobikirche umgesetzt, wobei eine Erweiterung durch Ladegast erfolgte; 1905 ein Register ersetzt; 1954/55 Entfernung der Zusatzregister von 1892 und Ergänzung um zwei Pedalregister mit Pfeifenbestand von 1892, Neubau der gemischten Stimmen im Hauptwerk; erhalten, teils neues Pfeifenwerk; 1995 durch Wegscheider repariert und teils rekonstruiert, 2017 durch Ekkehard Groß restauriert                                              |
| Freiberg                                         | Stadtkirche St. Petri                           |                                        | Gottfried Silbermann                               | 1734–1735                                       | II/P       | 32       | Erste Großorgel Silbermanns in neuer Konzeption auf Grundlage des Principal 16′ im Prospekt mit überhöhtem Mittelturm; 1893–1895 Traktur erneuert, Einbau eines dritten Manualwerks mit fünf Registern und eines zusätzlichen Pedalregisters; 1959 Echowerk entfernt und Kerne bei acht Metallregistern erneuert; weitgehend erhalten; 2006/2007 durch Wegscheider und Jehmlich restauriert und rekonstruiert → Orgel                                            |
| Freiberg                                         | Huthaus „Alte Elisabeth“, Betstube              |                                        | Unbekannt                                          | Ende 18. Jh.                                    | I          | 4        | 1956 Klaviatur, 1962 Registratur erneuert |
| Geilsdorf                                        | Dorfkirche                                      |                                        | Christian Friedrich Polster                        | 1834                                            | II/P       | 22       | Op. 1; restauriert 1988 u. 2019 |
| Geising (Stadt Altenberg)                        | Stadtkirche                                     |                                        | Johann Daniel Ranft                                | 1755–1757                                       | II/P       | 22       | Mehrfach umgebaut. 2013 erfolgte die Rekonstruktion der Originaldisposition mit technischer Überholung der Orgel durch die Orgelbaufirma Hermann Eule, Bautzen. Orgel |
| Geithain                                         | St. Nikolai                                     |                                        | Urban Kreutzbach, Schmeisser, Georg Wünning        | 1847, 1902, 2005                                | II/P       | 30       | 2005 Erweiterungsumbau |
| Gerichshain (Gemeinde Machern)                   | Pfarrkirche                                     |                                        | Johann Gottlob Trampeli                            | 1802–1803                                       | I/P        | 12       | Zum großen Teil erhalten → Orgel |
| Geringswalde                                     | Martin-Luther-Kirche                            |                                        | Friedrich Ladegast                                 | 1890                                            | III/P      | 50       | wurde durch Schmeisser 1926 erneuert |
| Glashütte                                        | Stadtkirche                                     |                                        | Johann Christian Kayser                            | 1794–1797                                       | II/P       | 18       | Weitgehend erhalten → Orgel |
| Glauchau                                         | Stadtkirche St. Georgen                         |                                        | Gottfried Silbermann                               | 1727–1730                                       | II/P       | 27       | 1836, 1853, 1891, 1936, 1949 mehrfach umdisponiert; 1952–1953 Ersatz der meisten Metallpfeifen und Einbau neuer Kerne in die restlichen; 24 Prozent des Pfeifenbestands erhalten, keine unveränderte Metallpfeife; 1997–1998 Restaurierung durch Eule, Rekonstruktion der meisten Register →Orgel |
| Göbschelwitz, (Stadt Leipzig)                    | Kirche Göbschelwitz                             |                                        | Eduard Offenhauer                                  | 1859                                            | II/P       | 11       | Nicht mehr nutzbar, durch elektronisches Instrument ersetzt. |
| Göhren (Gemeinde Wechselburg)                    | St. Katharinen und Georgen                      |                                        | Johann Andreas Hesse                               | 1795–1796                                       | I/P        | 9        | Mehrfach umgebaut |
| Goldbach (Stadt Bischofswerda)                   | Dorfkirche                                      |                                        | Zacharias Hildebrandt                              | um 1756                                         | I/P        | 10       | 1908 eingreifend umgebaut; Gehäuse erweitert, einige Register erhalten |
| Görlitz                                          | Kathedrale St. Jakobus                          |                                        | Hermann Eule                                       | 1988–1989                                       | IV/P       | 47       | Hinter dem Gehäuse von Julius Röhle (1910) und unter Einbeziehung einiger Register der Vorgängerorgel. →Orgel |
| Görlitz                                          | Peterskirche                                    |                                        | Mathis Orgelbau                                    | 1997                                            | IV/P       | 76       | „Sonnenorgel“ hinter dem Prospekt von Eugenio Casparini (1703). → Orgel |
| Gottscheina                                      | Kirche Gottscheina                              |                                        | Nicolaus Schrickel                                 | 1883                                            | I/p        | 5        | → Orgel |
| Grimma                                           | Frauenkirche                                    |                                        | Jehmlich Orgelbau Dresden                          | 1890                                            | II/P       | 32       | Umbau 1928 (Eule-Opus 167); → Orgel |
| Großdeuben (Stadt Böhlen)                        | St. Katharina                                   |                                        | Christian Ernst Friederici                         | 1754–1755                                       | I/P        | 15       | 1972/1973 Umsetzung in neue Kirche; weitgehend erhalten |
| Gröba (Stadt Riesa)                              | Ev.-luth. Kirche                                |                                        | Julius Jahn & Sohn                                 | 1907                                            |            |          | Hinter dem Prospekt von Johann Georg Friedlieb Zöllner (1795), 1978 Restaurierung und Dispositionsänderung durch Johannes Schubert |
| Großdrebnitz (Stadt Bischofswerda)               | Martinskirche                                   |                                        | Christian Gottfried Herbrig                        | 1828                                            | I/P        | 11       | 1938 durchgreifende Erneuerung, Fa. Eule, 1955 und 2006 weitere Durchsichten durch Eule |
| Großenhain                                       | Marienkirche                                    |                                        | Jehmlich                                           | 1901                                            | III/P      | 53       | Hinter dem veränderten Gehäuse von Johann Gottlieb Mauer (1778) → Orgel |
| Großhartmannsdorf                                | Dorfkirche                                      |                                        | Gottfried Silbermann                               | ?–1741                                          | II/P       | 21       | Weitgehend unverändert erhalten; 1967 durch Eule restauriert; weitere Arbeiten 1972 und 1990 |
| Großolbersdorf                                   | Kirche                                          |                                        | Georg Wünning                                      | 1997–2001                                       | II/P       | 31       | Neubau hinter dem historischen Gehäuse von Christian Friedrich Göthel (1871), ergänzt um ein Rückpositiv → Orgel |
| Großpostwitz                                     | Ev. Kirche                                      |                                        | Urban Kreutzbach                                   | 1857                                            | II/P       | 26       | 1893 umgesetzt |
| Großrückerswalde                                 | Wehrkirche                                      |                                        | Christian Gottlob Steinmüller                      | 1828                                            | II/P       | 22       | mehrfach umgebaut |
| Großwig (Gemeinde Dreiheide)                     | St. Maria Magdalena                             |                                        | Johann Christian Friedrich Flemming                | 1787                                            | I/P        | 8        | Weitgehend erhalten |
| Grünhain (Stadt Grünhain-Beierfeld)              | St.-Nicolai-Kirche                              |                                        | Christian Gottlob Steinmüller                      | um 1812                                         | II/P       | 25       | 1912/13 eingreifender Umbau durch Schuster & Sohn; Gehäuse und sieben Register von Steinmüller erhalten |
| Grünlichtenberg (Gemeinde Kriebstein)            | St. Nikolai                                     |                                        | Christian Friedrich Göthel                         | 1866–1867                                       | II/P       |          | Erhalten |
| Hainichen                                        | Trinitatiskirche                                |                                        | Orgelbau Sauer                                     | 1899                                            | II/P       | 35       | 1953 klanglich verändert |
| Hartenstein                                      | Stadtkirche                                     |                                        | Conrad Geißler                                     | 1869–70                                         | II/P       | 24       | 1986–87 Teilrekonstruktion durch VEB Eule → Orgel |
| Härtensdorf (Stadt Wildenfels)                   | Dorfkirche Zu den drei Marien                   |                                        | Urban Kreutzbach                                   | 1846                                            | II/P       | 16       | 2010–11 rekonstruiert → Orgel |
| Helbigsdorf (Gemeinde Mulda/Sa.)                 | Kirche                                          |                                        | Gottfried Silbermann                               | 1726–1728                                       | II/P       | 17       | Kleinste zweimanualige Orgel Silbermanns; 1935 und 1952 einige Holzpfeifen ersetzt, 1957 bei vier Registern neue Pfeifenfüße; weitgehend erhalten (96 Prozent der Metallpfeifen); 1994 durch Jehmlich restauriert, 1998 durch Wieland Rühle klanglich überarbeitet → Orgel |
| Herzogswalde (Stadt Wilsdruff)                   | Dorfkirche                                      |                                        | Johann Georg Schön                                 | 1763                                            | I/P        | 13       | Zum großen Teil erhalten |
| Höckendorf (Gemeinde Laußnitz)                   | Dorfkirche                                      |                                        | Andreas Mager/Johann Christoph Pfützner            | 1754–1755                                       | I/P        | 10       | Weitgehend erhalten |
| Höfgen (Stadt Grimma)                            | Dorfkirche                                      |                                        | Johann Georg Friedlieb Zöllner                     | 1803                                            | I/P        | 10       | Zum großen Teil erhalten, 2013 bis 2014 restauriert. → Orgel |
| Hohnstädt                                        | Kirche                                          |                                        | Urban Kreutzbach                                   | 1858, Wünning 1993                              | II/P       | 15       | → Orgel |
| Hohenheida (Stadt Leipzig)                       | Ev. Kirche                                      |                                        | Urban Kreutzbach                                   | 1855                                            | II/P       | 14       | 1999 Restaurierung durch Georg Wünning → Orgel |
| Holzhausen (Stadt Leipzig)                       | Dorfkirche                                      |                                        | Johann Gottlob Mende                               | 1822                                            | I/P        | 13       | unter Einbeziehung von Registern der Vorgängerorgel (1786); erhalten |
| Jahnshain (Stadt Frohburg)                       | Dorfkirche                                      |                                        | Johann Michael Gottlob Böhme                       | 1809–1810                                       | I/P        | 11       | Gehäuse und zwei Register erhalten |
| Jesewitz                                         | Dorfkirche                                      |                                        | Richard Kreutzbach                                 | 1872                                            | I/P        | 11       | Erhalten |
| Jöhstadt                                         | St.-Salvator-Kirche                             |                                        | Georg Wünning                                      | 1994–1996                                       | II/P       | 24       | Neubau hinter dem Prospekt von Christian Friedrich Göthel (1860/1861) |
| Kamenz                                           | Klosterkirche St. Annen                         |                                        | Johann Gottlob Mende                               | 1849–1850                                       | II/P       | 26       | erhalten |
| Kleinbardau (Stadt Grimma)                       | Dorfkirche                                      |                                        | Johann Georg Friedlieb Zöllner                     | 1782                                            | I/P        | 9        | Teils zerstört |
| Kleinolbersdorf (Stadt Chemnitz)                 | Dorfkirche                                      |                                        | Unbekannt                                          | 1693                                            | I/P        | 8        | |
| Kleinröhrsdorf (Stadt Großröhrsdorf)             | Dorfkirche                                      |                                        | Bruno Kircheisen                                   | 1901                                            | II/P       | 12       | 1980 Umdisponierung durch Schubert/Dresden im neobarocken Stil → Orgel, |
| Kleinwaltersdorf (Stadt Freiberg)                | Dorfkirche                                      |                                        | Adam Gottfried Oehme                               | 1774 oder 1776                                  | I/P        | 8        | |
| Klinga (Gemeinde Parthenstein)                   | Kirche Klinga                                   |                                        | Christian Schmidt                                  | 1744                                            | I/P        | 10       | 1942 einige Register durch Alfred Schmeisser ersetzt |
| Klingenthal                                      | Rundkirche Zum Friedefürsten                    |                                        | Johann Gotthilf Bärmig                             | 1872                                            | II/P       | 25       | Hinter dem Prospekt von Johann Paulus Trampeli (1760); mehrfach umgebaut, 1982 von Rühle repariert |
| Klitzschen (Gemeinde Mockrehna)                  | Dorfkirche                                      |                                        | Johann Christian Friedrich Flemming                | Um 1780                                         | I/P        | 10       | |
| Königsfeld                                       | Dorfkirche                                      |                                        | Johann Georg Friedlieb Zöllner                     | 1820                                            | I/P        | 10       | 1956 von Reinhard Schmeisser umgebaut |
| Königstein (Sächsische Schweiz)                  | Marienkirche                                    |                                        | Johann Gottlieb Jehmlich, Georg Wünning            | 1851, 1907, 2007–2008                           | III/P      | 38       | 2008 Neubau hinter Prospekt von (1851) und unter Einbeziehung von Registern von 1851 und 1907. Des Weiteren existiert ein Chorpositiv von Eule Orgelbau → Orgel |
| Kötzschenbroda (Stadt Radebeul)                  | Friedenskirche                                  |                                        | Jehmlich                                           | 1885/1928                                       | III/P      | 52       | 1928 Erweiterungsumbau, Ergänzung eines Schwellwerkes, 1999–2000 Sanierung durch die Erbauerfirma → Orgel |
| Krippehna                                        | St. Lukas                                       |                                        | Johann Ernst Hähnel                                | 1771/2018                                       | I/P        | 14       | Restaurierung 2015–2018: Orgelwerkstatt Wegscheider → Orgel |
| Landwüst (Stadt Markneukirchen)                  | Laurentiuskirche                                |                                        | Friedrich Wilhelm Trampeli                         | 1822                                            | I/P        | 10       | Zum großen Teil erhalten |
| Langenbach                                       | Michaeliskirche                                 |                                        | Julius Jahn & Sohn                                 | 1889                                            | II/P       | 13       | restauriert 2002 → Orgel |
| Langenhessen (Stadt Werdau)                      | St. Johannis                                    |                                        | Johann Gotthilf Bärmig                             | 1855                                            |            |          | 1997 Restaurierung durch Georg Wünning |
| Langenwolmsdorf (Stadt Stolpen)                  | Ev.-Luth. Kirche                                |                                        | Wilhelm Leberecht Herbrig                          | 1843–1844                                       | II/P       | 20       | 1923 und 1949 Umdisponierungen durch Fa. Eule |
| Langhennersdorf (Gemeinde Oberschöna)            | Nikolaikirche                                   |                                        | Zacharias Hildebrandt                              | 1722                                            | II/P       | 21       | Erhaltenes Meisterstück; 1990–1996 restauriert durch Wegscheider |
| Lauenstein (Stadt Altenberg)                     | Evang. Stadtkirche                              |                                        | Jehmlich                                           | 1818/2005                                       | II/P       | 19       | Älteste Jehmlich-Orgel 2003 durch Brand zerstört, Neubau 2005 durch Jehmlich nach alten Zeichnungen → Orgel |
| Lauterbach (Stadt Marienberg)                    | Wehrgangkirche                                  |                                        | Unbekannt, Jehmlich                                | Frühes 17. Jahrhundert, 1957                    | I/P        | 10       | 1957 fast vollständiger Neubau unter Einbeziehung der erhaltenen Teile aus den 1620er Jahren |
| Leipzig                                          | Neues Gewandhaus                                |                                        | Alexander Schuke                                   | 1981                                            | IV/P       | 91       | Größter Orgelneubau in der DDR (damals 89 Register), 2008 erweitert |
| Leipzig                                          | Michaeliskirche                                 |                                        | Wilhelm Sauer                                      | 1904                                            | III/P      | 47       | Romantische Disposition; nahezu vollständig erhalten |
| Leipzig                                          | Nikolaikirche                                   |                                        | Friedrich Ladegast, Wilhelm Sauer, Eule            | 1862, 1902/1903, 2002/03                        | V/P        | 102      | Ursprünglich hochromantische Disposition; 1902/03 umgebaut und erweitert, 1934 barockisiert, 1988 Trakturen elektrifiziert, 2002/03 Rekonstruktion der Ladegast-Disposition, Neubau einer mechanischen Spielanlage + Erweiterung → Orgel |
| Leipzig                                          | Thomaskirche                                    |                                        | Wilhelm Sauer                                      | 1885–1889, 1908                                 | III/P      | 88       | Romantische Disposition; 1908 von 63 auf 88 Register erweitert → Orgel |
| Leipzig                                          | Thomaskirche                                    |                                        | Gerald Woehl                                       | 2000                                            | IV/P       | 61       | Sog. „Bach-Orgel“ als Ergänzung zur Sauer-Orgel, ersetzt ein neobarockes Instrument von 1967 von A. Schuke, Disposition orientiert sich ehemaliger Stertzing-Orgel der Georgenkirche Eisenach → Orgel |
| Lengefeld (Stadt Pockau-Lengefeld)               | Zum Heiligen Kreuz                              |                                        | Zacharias Hildebrandt                              | 1726                                            | II/P       | 22       | 1933 durch Eule umgebaut; 2010–2014 Restaurierung durch Eule und Wegscheider |
| Lichtenberg/Erzgeb.                              | Dorfkirche                                      |                                        | Johann Christian Kayser                            | 1799–1800                                       | II/P       | 20       | Weitgehend erhalten |
| Lichtentanne                                     | Christuskirche (Lichtentanne)                   |                                        | Jehmlich                                           | 1908                                            | II/P       | 24       | original erhalten, Pedal um einen Ton nach links verschoben |
| Limbach-Oberfrohna                               | Stadtkirche Limbach                             |                                        | H. Eule, Bautzen                                   | 1983                                            | II/P       | 25       | → Orgel |
| Lindenau (Stadt Leipzig)                         | Nathanaelkirche                                 |                                        | Richard Kreutzbach                                 | 1884                                            | II/P       | 34       | Romantische Disposition |
| Lindenau (Stadt Leipzig)                         | Philippuskirche                                 |                                        | Jehmlich                                           | 1910                                            | III/P      | 63       | → Orgel |
| Lindenthal (Stadt Leipzig)                       | Gustav-Adolf-Kirche                             |                                        | Johann Christian Friedrich Flemming                | 1792                                            | I/P        | 10       | 1937 Änderung der Disposition durch Eule |
| Lippersdorf (Stadt Pockau-Lengefeld)             | Dorfkirche                                      |                                        | Unbekannt                                          | Um 1670                                         | I/P        | 8        | |
| Löbichau                                         | Dorfkirche                                      |                                        | Christian Friedrich Poppe                          | Um 1800                                         | II/P       | 23       | |
| Löbnitz (Sachsen)                                | Dorfkirche Löbnitz                              |                                        | Eduard Offenhauer (1825–1904)                      | 1885                                            | II/P       | 15       | Restaurierung der Orgel von Eduard Offenhauer durch Orgelbau Reinhard Hüfken 2016 |
| Lohmen                                           | Philippuskirche                                 |                                        | Johann Christian Kayser                            | 1789                                            | II/P       | 18       | 1964 durch Eule restauriert |
| Lößnitz                                          | Johanniskirche                                  |                                        | Jehmlich                                           | 1899                                            | III/P      | 53       | → Orgel |
| Luppa                                            | Kirche Luppa                                    |                                        | Urban Kreutzbach                                   | 1863                                            | II/P       | 24       | → Orgel |
| Machern                                          | St. Nikolai                                     |                                        | Conrad Geißler                                     | 1875; Welde 1999                                | II/P       | 15       | → Orgel |
| Malkwitz (Gemeinde Wermsdorf)                    | Dorfkirche                                      |                                        | Johann Gottlob Mende                               | 1828                                            | I/P        | 9        | |
| Marienberg                                       | St. Marien                                      |                                        | Carl Eduard Schubert                               | 1872–1879                                       | III/P      | 51       | Mehrere Umbauten im 20. Jahrhundert → Orgel |
| Markersbach (Gemeinde Raschau-Markersbach)       | St.-Barbara-Kirche                              |                                        | Johann Gottlob Trampeli                            | 1803–1806                                       | I/P        | 15       | 1988 Restaurierung durch Georg Wünning |
| Markneukirchen                                   | St. Nicolai                                     |                                        | Johann Friedrich Schulze                           | 1848                                            | II/P       | 32       | Mehrfach umgebaut; 1994 durch Kristian Wegscheider auf ursprünglichen Zustand rekonstruiert |
| Meißen                                           | St. Afra                                        |                                        | Hermann Eule                                       | 1907, 1947                                      | III/P      | 42       | 1947 umgebaut |
| Merkwitz (Stadt Oschatz)                         | Dorfkirche                                      |                                        | Johann Georg Friedlieb Zöllner                     | 1819 oder 1825                                  | I/P        | 10       | |
| Mißlareuth                                       | Johanneskirche                                  |                                        | Johann Gotthilf Bärmig                             | 1862                                            | II/P       | 15       | restauriert 1987 und 2008 → Orgel |
| Mittelsaida (Gemeinde Großhartmannsdorf)         | Dorfkirche                                      |                                        | Johann Ernst Hähnel                                | 1723–1724                                       | I/P        | 12       | |
| Möckern (Stadt Leipzig)                          | Auferstehungskirche                             |                                        | Johann Emanuel Schweinefleisch                     | 1766                                            | II/P       | 26       | Ursprünglich für die Reformierte Kirche (Thomaskirchhof) gebaut; mehrfach umgebaut, 1901 umgesetzt; 2004 durch Groß Orgelbau auf ursprünglichen Zustand rekonstruiert |
| Moritzburg (Sachsen)                             | Moritzburger Kirche                             |                                        | Jehmlich Orgelbau Dresden                          | 1904                                            | II/P       | 25       | |
| Mörtitz (Gemeinde Doberschütz)                   | Dorfkirche                                      |                                        | Christian Gottlob Kunath                           | 1799                                            | I/P        | 10       | |
| Mutzschen                                        | Stadtkirche                                     |                                        | Paul Schmeisser                                    | 1899                                            | II/P       | 21       | → Orgel |
| Mylau (Stadt Reichenbach im Vogtland)            | Stadtkirche                                     |                                        | Gottfried Silbermann                               | 1730–1731                                       | II/P       | 21       | 1890 in neue Kirche überführt, mit neugotischem Gehäuse versehen und Pfeifenbestand zum Teil ersetzt; 1896 und 1911 je ein Register ersetzt; zwei Drittel der Register erhalten (Foto vor 1890); 1997 stellte Jehmlich den Zustand von 1896 wieder her |
| Nassau (Stadt Frauenstein)                       | Dorfkirche                                      |                                        | Gottfried Silbermann                               | 1748                                            | II/P       | 19       | Weitgehend unverändert erhalten; 1998 durch Jehmlich restauriert |
| Naunhof                                          | Stadtkirche                                     |                                        | Friedrich Ladegast                                 | 1882                                            | II/P       | 22       | 1950 umgebaut, 2008 auf ursprünglichen Zustand rekonstruiert → Orgel |
| Neuplanitz (Stadt Zwickau)                       | Versöhnungskirche                               |                                        | Gross & Soldan                                     | 1996                                            | II/P       | 14       | Opus 2 der Firma → Orgel |
| Neustädtel (Stadt Schneeberg)                    | Zu unserer lieben Frauen                        |                                        | Johann Gottlob Trampeli                            | 1810–1812                                       | II/P       | 25       | historisches Trampeli-Prospekt, 1980 Orgelneubau durch die Firma Eule |
| Niederoderwitz (Gemeinde Oderwitz)               | Kirche                                          |                                        | Jehmlich                                           | 1874                                            | III/P      | 50       | Mehrmals erweitert und überholt |
| Niederschlema (Stadt Aue-Bad Schlema)            | Martin-Luther-Kirche                            |                                        | Eule Orgelbau                                      | 1922                                            | II/P       | 18       | Umbau einer Orgel von Georg Emil Müller, beschriftet mit Op. 157 → Orgel |
| Niederschöna (Gemeinde Halsbrücke)               | Dorfkirche                                      |                                        | Gottfried Silbermann                               | 1715–1716                                       | I/P        | 14       | 1754/55 auf die Westempore umgesetzt; 1854 ein Pedalregister ersetzt; 1876 Erneuerung der Windanlage nach einem Blitzschlag; 1907 Erweiterungsumbau durch Jehmlich; verändert erhalten; 1959/60 und 1975 durch Jehmlich restauriert (nicht in originaler Bauweise); 1992 Rekonstruktion der Pedaltrompete durch Wegscheider |
| Oberbobritzsch (Gemeinde Bobritzsch-Hilbersdorf) | St. Nikolai                                     |                                        | Gottfried Silbermann                               | 1714–1716                                       | I/P        | 13       | 1743 Tausch eines Pedalregisters durch Silbermann; 1898–1899 zwei Register ersetzt; 1915/16 durch Johannes Jahn eingreifend umgebaut; 1946 durch Eule umdisponiert; stark veränderter Zustand (73 Prozent des Pfeifenbestands erhalten) |
| Obergräfenhain (Stadt Penig)                     | St. Jakobus                                     |                                        | Johann David Gerstenberger                         | 1752                                            | I/P        | 12       | |
| Oberhermersdorf (Stadt Chemnitz)                 | Kirche                                          |                                        | Johann Gottlob Mende                               | 1849                                            | I/P        | 11       | derzeit ausgelagert wegen Kirchenumbau |
| Oberlosa (Stadt Plauen)                          | Stephanuskirche                                 |                                        | Johann Gottlob Trampeli/Christian Wilhelm Trampeli | 1784–1788                                       | II/P       | 23       | Weitgehend erhalten |
| Oberwiesenthal                                   | Martin-Luther-Kirche                            |                                        | Johann Gotthilf Bärmig                             | 1866                                            | II/P       | 15       | 2009 Restaurierung durch Georg Wünning |
| Oederan                                          | Stadtkirche St. Marien                          |                                        | Gottfried Silbermann                               | 1724–1727                                       | II/P       | 24       | Neugotisches Gehäuse von 1892, gleichzeitig zwei Register ersetzt, die ausgelagert und 1937 wieder eingebaut wurden; 1917 Beschlagnahme der Prospektpfeifen; verändert erhalten; 1992/1993 durch Eule restauriert; 1997 um eine Vox humana 8′ auf Zusatzschleife ergänzt |
| Oelsa (Gemeinde Rabenau)                         | Dorfkirche                                      |                                        | Gebr. Jehmlich                                     | 1928                                            | II/P       | 16       | 1985 renoviert → Orgel |
| Olbernhau                                        | Stadtkirche                                     |                                        | Johann Christian Kayser                            | 1790                                            | II/P       | 22       | |
| Panitzsch (Gemeinde Borsdorf)                    | Kirche                                          |                                        | Johann Christian Friedrich Flemming                | 1786; Voigt 1993                                | I/P        | 10       | → Orgel |
| Papstdorf (Gemeinde Gohrisch)                    | Ev.-luth. Kirche                                |                                        | Wilhelm Leberecht Herbrig                          | 1845                                            | II/P       | 16       | 1986/87 Generalüberholung durch Johannes Lindner und Hartmut Vetter; 2008 Restaurierung durch Benjamin Welde |
| Pausa (Stadt Pausa-Mühltroff)                    | St. Michaelis                                   |                                        | Christian Gottlob Steinmüller                      | 1831                                            | II/P       | 21       | mehrfach umgebaut |
| Pesterwitz (Stadt Freital)                       | St.-Jakobus-Kirche                              |                                        | Georg Wünning                                      | 1993                                            | II/P       | 28       | hinter dem Prospekt von Christian Gottlob Steinmüller (1843) und Julius Jahn & Sohn (1907) |
| Pfaffroda (Stadt Olbernhau)                      | St. Georg                                       |                                        | Gottfried Silbermann                               | 1715                                            | I/P        | 14       | Weitgehend erhalten; 1967–1968 durch Wilhelm Rühle restauriert; 1983 und 1992–1993 durch Wieland Rühle instand gesetzt |
| Pillnitz (Stadt Dresden)                         | Weinbergkirche                                  |                                        | Jehmlich                                           | 1891                                            | II/P       | 12       | Eine der ersten pneumatischen Orgeln Sachsens, ab 1976 Verfall, Rekonstruktion 1997 durch Orgelbau Ekkehart Groß und Johannes Soldan |
| Pirna                                            | Marienkirche                                    |                                        | Friedrich Nikolaus Jahn, Julius Jahn & Sohn        | 1842, 1890, 1927, 1950/1979                     | III/P      | 56       | 1927 Erweiterung, 1950 und 1979 Umbauten von Eule, 2005 restauriert; verändert erhalten, Jahn-Gehäuse von 1890. → Orgel |
| Plauen (Stadt Dresden)                           | Auferstehungskirche                             |                                        | Hermann Eule                                       | 1985                                            | III/P      | 44       | Unter Einbeziehung einiger Register der Vorgängerorgel von Jehmlich (1902) → Orgel |
| Plaußig (Stadt Leipzig)                          | Kirche Plaußig                                  |                                        | Eduard Offenhauer                                  | 1881                                            | II/P       | 13       | 1999 restauriert durch Johannes Lindner aus Radebeul |
| Podelwitz (Gemeinde Rackwitz)                    | Dorfkirche                                      |                                        | Johann Gottlob Mende                               | 1841 oder 1843–1844                             | II/P       | 22       | 1888–1903 und 1912 Umdisponierungen |
| Pödelwitz (Stadt Groitzsch)                      | Dorfkirche                                      |                                        | Unbekannt                                          | Um 1750                                         | II/P       | 18       | |
| Polditz (Stadt Leisnig)                          | St. Nicolai                                     |                                        | Friedrich Ladegast                                 | 1868/1997                                       | III/P      | 33       | größte Ladegast-Orgel Sachsens, restauriert von Christian Scheffler → Orgel |
| Polenz (Stadt Brandis)                           | Kirche                                          |                                        | Conrad Geißler                                     | 1878; Peiter 2016                               | II/P       | 13       | → Orgel |
| Pomßen (Gemeinde Parthenstein)                   | Wehrkirche                                      |                                        | Gottfried Richter                                  | 1670–1671                                       | I/P        | 13       | Mehrfach umgebaut; weitgehend erhalten, eine der ältesten weitgehend erhaltenen Orgel Sachsens; 2000 und 2005/2006 Restaurierung/Rekonstruktion durch Wegscheider → Orgel |
| Portitz (Stadt Leipzig)                          | Kirche                                          |                                        | Urban Kreutzbach                                   | 1867                                            | II/P       | 18       | 1997 Restaurierung durch Johannes Lindner, Radebeul, → Orgel |
| Pötzschau (Stadt Rötha)                          | Dorfkirche                                      |                                        | Johann Christian Poppe                             | 1814–1815                                       | I/P        | 13       | 1962 umdisponiert durch Reinhard Schmeisser |
| Rabenau                                          | St. Egidien                                     |                                        | Gebr. Jehmlich                                     | 1993                                            | II/P       | 15       | → Orgel |
| Radefeld (Stadt Schkeuditz)                      | Dorfkirche                                      |                                        | Johann Christian Friedrich Flemming                | Um 1780                                         | I/P        | 11       | |
| Ramsdorf (Stadt Regis-Breitingen)                | Dorfkirche                                      |                                        | Johann David Gerstenberger                         | 1767                                            | I/P        | 11       | 1869 Erweiterungsumbau, 1966 Renovierung durch Reinhard Schmeisser |
| Reichenberg (Gemeinde Moritzburg)                | Ev.-luth. Kirche                                |                                        | Jacob Oertel                                       | 1760                                            | I/P        | 14       | Ursprünglich für Trachenau gebaut, 1963 nach Borna/Kunigundenkirche umgesetzt und 1987 nach Reichenberg; zum großen Teil erhalten |
| Reinhardtsgrimma (Stadt Glashütte)               | Dorfkirche                                      |                                        | Gottfried Silbermann                               | 1729–1731                                       | II/P       | 20       | 1852 eingreifend überarbeitet, Ersatz aller Holzpfeifen, neue Pfeifenfüße aller (halb)gedackten Metallpfeifen; erhalten; etliche Pfeifen erneuert oder verändert; 1997 durch Wegscheider restauriert |
| Reuth                                            | Ev.-luth. Kirche                                |                                        | Karl Robert Barth                                  | 1871                                            | II/P       | 13       | verändert 1952, restauriert 2000–2001 durch Vogtländischer Orgelbau Thomas Wolf → Orgel |
| Ringethal (Stadt Mittweida)                      | Dorfkirche                                      |                                        | Gottfried Silbermann                               | 1725 (?)                                        | I          | 6        | Ursprünglich in der Schlosskapelle, 1762 in Dorfkirche umgesetzt; weitgehend unverändert erhalten; 1995 durch Eule restauriert |
| Rodau                                            | St. Nikolaus                                    |                                        | Gebr. Heidenreich                                  | 1814                                            | I/P        | 10       | zuletzt restauriert 1969 → Orgel |
| Rodewisch                                        | St.-Petri                                       |                                        | Jehmlich Orgelbau Dresden                          | 1976 (Einweihung)                               | II/P       | 26       | → Orgel erste Orgel belegt für 1664 |
| Rossau                                           | Dorfkirche                                      |                                        | Unbekannt                                          | Um 1660                                         | I/P        | 11       | |
| Rötha                                            | Stadtkirche St. Georg                           |                                        | Gottfried Silbermann                               | 1718–1721                                       | II/P       | 23       | 1935 Erneuerungen, vor allem der wurmstichigen Holzpfeifen; erhalten; 1979–1980 durch Eule restauriert → Orgel |
| Rötha                                            | Marienkirche                                    |                                        | Gottfried Silbermann                               | 1721–1722                                       | I/P        | 11       | Weitgehend unverändert erhalten; 2008 durch Ekkehart Groß restauriert → Orgel |
| Sachsgrün                                        | St. Ägidius                                     |                                        | Georg Christoph Hofmann                            | 1827                                            | II/P       | 15       | restauriert 1995 → Orgel |
| Sadisdorf (Stadt Dippoldiswalde)                 | Dorfkirche                                      |                                        | Jacob Oertel                                       | 1749–1750                                       | II/P       | 18       | |
| Schellenberg (Gemeinde Leubsdorf)                | Kirche                                          |                                        | Johann Christian Friedrich Treubluth               | 1782                                            | II/P       | 17       | |
| Schildau (Stadt Belgern-Schildau)                | St. Marien                                      |                                        | Matthias Vogler                                    | 1805                                            | II/P       | 20       | 1939 umgebaut, 2003 restauriert durch Mitteldeutscher Orgelbau A. Voigt |
| Schirgiswalde (Stadt Schirgiswalde-Kirschau)     | Dreifaltigkeitskirche                           |                                        | Johann Jacob Donati der Ältere (?)                 | 1724                                            | I/P        | 10       | |
| Schmannewitz                                     | Kirche Schmannewitz                             |                                        | Rühle (Moritzburg)                                 | 1977                                            | II/P       | 17       | → Orgel |
| Schmiedefeld (Gemeinde Großharthau)              | St.-Michaelis-Kirche                            |                                        | Christian Gottfried Herbrig                        | 1821                                            | I/P        | 13       | 1889, 1970 und 2008 Sanierungen durch Eule |
| Schneeberg                                       | St.-Wolfgangs-Kirche                            |                                        | Jehmlich                                           | 1995–1998                                       | III/P      | 56       | → Orgel |
| Schönau (Gemeinde Wildenfels)                    | Rochuskirche                                    |                                        | Johann Gottlob Trampeli                            | 1822–1823                                       | II/P       | 18       | |
| Schönefeld (Stadt Leipzig)                       | Gedächtniskirche Schönefeld                     |                                        | Eule                                               | 1974                                            | II/P       | 29       | Neubau von 1974 durch Eule, unter Verwendung des Prospektes von Johann Gottlob Mende aus dem Jahr 1820 |
| Schönfels (Gemeinde Lichtentanne)                | Burg Schönfels, Kapelle                         |                                        | Unbekannt                                          | um 1730                                         | II         | 6        | 288 Holzpfeifen, Prospektpfeifen versilbert; 2007 aufgrund von Schimmelbefall durch Christoph Rühle saniert; zur Hälfte erhalten → Orgel |
| Schönfels (Gemeinde Lichtentanne)                | St. Martin                                      |                                        | Alfred Schmeisser                                  | 1914                                            | II/P       | 19       | 1971 Überholung und Einbau eines Zimbelsterns |
| Schweikershain (Gemeinde Erlau)                  | Dorfkirche                                      |                                        | Gottfried Silbermann                               | vor 1734                                        | I/P        | 6        | 1923 ein Register ersetzt; 1955 auf die Westempore umgesetzt; weitgehend erhalten |
| Seehausen (Stadt Leipzig)                        | Kirche Seehausen                                |                                        | Eduard Offenhauer                                  | 1872                                            | II/P       | 12       | → Orgel |
| Siebenlehn (Stadt Großschirma)                   | Stadtkirche                                     |                                        | Carl Heinrich Albrecht von Knoblauch               | 1810–1811                                       | I/P        | 14       | Restaurierung 2011 gefördert von der Stiftung Orgelklang |
| Skassa (Stadt Großenhain)                        | Dorfkirche                                      |                                        | Johann Christian Pfennig                           | 1758                                            | I/P        | 11       | 1818 Umbau durch Johann Georg Friedlieb Zöllner, der Pedal ergänzt |
| Sommerfeld (Stadt Leipzig)                       | Kirche                                          |                                        | Urban Kreutzbach                                   | 1957 (Ursprung: 1861), Rietzsch und Balzer 1989 | II/P       | 25       | → Orgel |
| Sornzig (Stadt Mügeln)                           | Pfarrkirche                                     |                                        | Johann Gottlob Trampeli                            | 1808–1810                                       | II/P       | 23       | |
| Stangengrün (Stadt Kirchberg)                    | Dorfkirche                                      |                                        | Johann Jacob Schramm                               | 1766–1769                                       | I/P        | 17       | → Orgel |
| Steinbach (Stadt Bad Lausick)                    | Dorfkirche                                      |                                        | Johann Ernst Hähnel                                | Um 1724                                         | II/P       | 14       | |
| Stenn                                            | Auferstehungskirche                             |                                        | Jehmlich                                           | ca. 1896                                        | II/P       | 12       | Gehäuse original erhalten, im Zuge der Gebäudesanierung wurde 1991 die Schmeisser Orgel der Katharinenkirche, Oelsnitz/Vogtland nach Stenn umgesetzt, die Jehmlich-Orgel war nicht zu retten. |
| Störmthal (Gemeinde Großpösna)                   | Kreuzkirche                                     |                                        | Zacharias Hildebrandt                              | 1722–1723                                       | I/P        | 14       | 2007/2008 restauriert → Orgel |
| Straßberg (Stadt Plauen)                         | Dorfkirche                                      |                                        | Johann Gottlob Trampeli                            | 1802–1804                                       | II/P       | 18       | weitgehend erhalten, restauriert 1998 durch Ekkehart Groß & Johannes Soldan → Orgel |
| Strehlen (Stadt Dresden)                         | Christuskirche                                  |                                        | Jehmlich                                           | 1905                                            | III/P      | 62       | 2013–2015 von der Erbauerfirma auf den ursprünglichen Zustand rekonstruiert. → Orgel |
| Striesen (Stadt Dresden)                         | Versöhnungskirche                               |                                        | Julius Jahn & Sohn                                 | 1909                                            | III/P      | 49       | Nach Umbau 1939 wurde die Orgel 2008–2011 in mehreren Bauabschnitten teilweise dem Originalzustand angenähert. Das Fernwerk erhielt eine pneumatische Traktur und die Orgel einen neuen Spieltisch nach Bauform Wilhelm Sauer. |
| Struppen                                         | Dorfkirche                                      |                                        | Johann Daniel Ranft                                | 1785                                            | I/P        | 12       | Mehrfach umgebaut, 2010 von Georg Wünning auf ursprünglichen Zustand zurückgeführt |
| Taltitz                                          | Dorfkirche                                      |                                        | Christoph Opitz                                    | 1876                                            | II/P       | 16       | 1984 überholt und umdisponiert durch Georg Wünning → Orgel |
| Thonhausen                                       | Dorfkirche                                      |                                        | Tobias Heinrich Gottfried Trost                    | 1744–1746                                       | I/P        | 11       | 1913 Umbau durch Heinrich Hegermann, 1970 Restaurierung durch Hermann Lahmann |
| Tolkewitz (Stadt Dresden)                        | Johannisfriedhof                                |                                        | Julius Jahn & Sohn                                 | 1928                                            | II/P       | 15       | einzige original erhaltene Jahn-Orgel |
| Tolkewitz (Stadt Dresden)                        | Urnenhain, Altes Krematorium                    |                                        | Julius Jahn & Sohn                                 | 1911                                            | II/P       | 20       | 1947 durch Jehmlich erweitert; Umstellung auf elektropneumatische Traktur; 2014/2015 Restaurierung durch Ekkehart Groß |
| Torgau                                           | Schlosskapelle (Schloss Hartenfels)             |                                        | Peter Vier                                         | 1994                                            | III/P      | 32       | |
| Trachau (Stadt Dresden)                          | Apostelkirche                                   |                                        | Alexander Schuke Potsdam Orgelbau                  | 1958                                            | II/P       | 22       | Op. 284 → Orgel |
| Treuen                                           | St. Bartholomäus                                |                                        | Hermann Eule Orgelbau Bautzen                      | 1877                                            | II/P       | 25       | Op. 5; umgebaut in den 1980er Jahren, restauriert/rekonstruiert 2008–2009 durch Vogtländischer Orgelbau Thomas Wolf → Orgel |
| Tuttendorf (Gemeinde Halsbrücke)                 | Dorfkirche St. Anna                             |                                        | Adam Gottfried Oehme                               | 1778–1782                                       | II/P       | 13       | Weitgehend erhalten |
| Unterwürschnitz (Gemeinde Mühlental)             | Pfarrkirche                                     |                                        | Johann Gottlob Trampeli                            | 1791–1792                                       | I/P        | 11       | |
| Wallroda (Gemeinde Arnsdorf)                     | Dorfkirche                                      |                                        | Eduard Berger                                      | 1902                                            | I/P        | 9        | Enthielt bis 1993 drei Register der vorher in Wallroda befindlichen Silbermann-Orgel. |
| Waltersdorf (Gemeinde Großschönau)               | Pfarrkirche                                     |                                        | Johann Gottlieb Tamitius                           | 1765                                            | II/P       | 18       | 1912 Umdisponierung durch A. Schuster & Sohn |
| Wechselburg                                      | St. Otto                                        |                                        | Johann Jacob Schramm                               | 1774–1781                                       | II/P       | 26       | → Orgel |
| Weigmannsdorf (Gemeinde Lichtenberg/Erzgeb.)     | Dorfkirche                                      |                                        | Adam Gottfried Oehme                               | 1768–1771                                       | I/P        | 11       | |
| Weinböhla                                        | St.-Martins-Kirche                              |                                        | Johann Gottlieb Jehmlich, Georg Wünning            | 1915, 1995                                      | II/P       | 32       | 1995 Neubau hinter historischem Prospekt und unter Einbeziehung von Registern von 1915. → Orgel |
| Wermsdorf                                        | Schlosskapelle Hubertusburg                     |                                        | Tobias Schramm, Eule                               | 1749, 2001                                      | I/P        | 10       | Ursprünglich für Kaiserkapelle in Dresden-Neustadt; im Stil des Rokoko, 2001 durch Eule hinter historischem Prospekt rekonstruiert → Orgel |
| Wettelswalde (Gemeinde Thonhausen)               | Dorfkirche                                      |                                        | Christian Gottlob Donati/Gotthold Heinrich Donati  | 1793                                            | I/P        | 9        | 1983 umgesetzt in die Kirche Weißbach (Schmölln). |
| Wildbach (Stadt Aue-Bad Schlema)                 | Dorfkirche                                      |                                        | Johann Andreas Hesse, Julius Jahn & Sohn           | 1814, 1909                                      | II/P       |          | 1909 Erweiterungsumbau |
| Wilkau-Haßlau                                    | St. Michaelis                                   |                                        | Jehmlich Orgelbau                                  | 1926                                            | II/P       | 24       | techn. Neubau einer Orgel von Guido Herman Schäf, 1970 durch Schuster umdisponiert → Orgel |
| Wolkenstein                                      | St.-Bartholomäus-Kirche                         |                                        | Christian Gottlob Steinmüller                      | 1817–1818                                       | II/P       | 25       | → Orgel |
| Wurzen                                           | Dom St. Marien                                  |                                        | Jehmlich Orgelbau Dresden                          | 1932                                            | III/P      | 49       | Ursprünglich 46 Register → Orgel |
| Wurzen                                           | Stadtkirche St. Wenceslai                       |                                        | Jehmlich Orgelbau Dresden                          | 1902                                            | II/P       | 40       | weitgehend erhalten, nicht spielbar → Orgel |
| Zelle (Stadt Aue-Bad Schlema)                    | Friedenskirche                                  |                                        | Jehmlich                                           | 1914                                            | II/P       | 32       | → Orgel |
| Zethau (Gemeinde Mulda/Sa.)                      | Dorfkirche                                      |                                        | Adam Gottfried Oehme                               | 1784–1788                                       | II/P       | 20       | Weitgehend erhalten |
| Zitzschen (Stadt Zwenkau)                        | Pfarrkirche                                     |                                        | Johann Gottlob Trampeli                            | 1793–1795                                       | II/P       | 25       | |
| Zöblitz (Stadt Marienberg)                       | Stadtkirche                                     |                                        | Gottfried Silbermann                               | 1736–1742                                       | II/P       | 20       | 1903 ein Register entfernt und zwei ergänzt; weitgehend erhalten; 1996/1997 durch Wieland Rühle restauriert |
| Zöschau (Stadt Oschatz)                          | St. Nikolaus                                    |                                        | Friedrich Gotthelf Pfützner                        | 1846                                            | I/P        | 7        | |
| Zschopau                                         | Stadtkirche St. Martin                          |                                        | Jacob Oertel                                       | 1753–1755                                       | II/P       | 35       | Zum großen Teil erhalten → Orgel |
| Zschortau (Gemeinde Rackwitz)                    | Dorfkirche                                      |                                        | Johann Scheibe                                     | 1745–1746                                       | I/P        | 13       | → Orgel |
| Zwickau                                          | Kunstsammlungen Zwickau                         |                                        | Unbekannt                                          | Ende 18. Jahrhundert                            | I          | 4        | 1962 durch Wilhelm Rühle restauriert |
| Zwickau                                          | Pauluskirche                                    |                                        | U. Kreuzbachs's Sohn                               |                                                 | II/P       | 35       | |
| Zwickau                                          | St.-Marien-Kirche                               |                                        | Hermann Eule                                       | 1966–1969                                       | IV/P       | 83       | Neobarocke Disposition; größter Neubau (damals 77 Register) einer Kirchenorgel in der DDR; 2001 restauriert und leicht umdisponiert durch Arno Voigt, 2008–2012 überarbeitet und erweitert durch Christian Reinhold → Orgel |